# 12月16日
12月16日（じゅうにがつじゅうろくにち）は、グレゴリオ暦で年始から350日目（閏年では351日目）にあたり、年末まであと15日ある。

## できごと

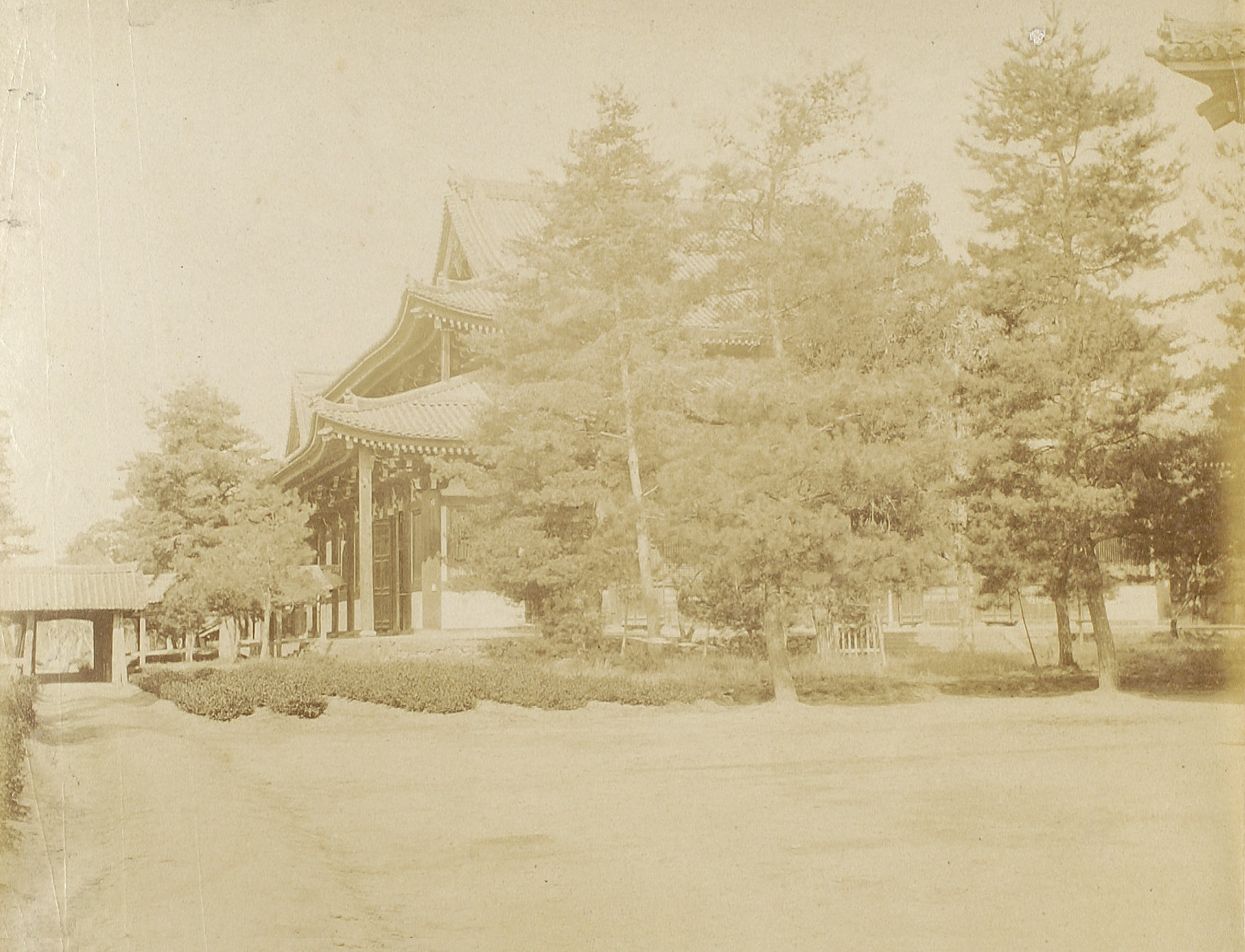
1881年（明治14年）に焼失した東福寺仏殿（京都府立京都学・歴彩館 京の記憶アーカイブ）。堂内には身の丈五丈の大仏が安置されていた。

- 755年（天宝14年11月9日） - 安禄山が史思明らと相謀り、宰相・楊国忠（楊貴妃の従兄）の打倒と政治体制の粛正を訴えて幽州にて挙兵（安史の乱の勃発）。
- 1477年（文明9年11月11日） - 大内政弘が周防国に撤兵し、応仁の乱が事実上終結する。
- 1575年 - チリ南部のバルディビア沖でマグニチュード8.8の地震発生（バルディビア地震）。
- 1598年（慶長3年11月18日・万暦26年11月19日） - 慶長の役: 露梁海戦。
- 1653年 - イングランド共和国で護国卿の制度（統治章典）が制定され、オリバー・クロムウェルが就任。
- 1689年 - イギリスで権利の章典が制定。
- 1707年（宝永4年11月23日） - 富士山の宝永大噴火が発生し、宝永山が出現する。
- 1773年 - マサチューセッツ植民地・ボストンで、イギリス本国の政策に反発した現地植民地人が港に停泊中のイギリス船を襲撃しイギリス東インド会社の船荷の紅茶箱を海に投棄（ボストン茶会事件）。
- 1793年 - フランス革命戦争: トゥーロン攻囲戦で砲兵中尉のナポレオンらがトゥーロンへの一斉攻撃を開始。
- 1809年 - フランス皇帝ナポレオン1世が、子供が生まれないことを理由にジョゼフィーヌと離婚。
- 1811年 - ニューマドリッド地震、マグニチュード7.5前後の地震が2回発生。翌年1月23、2月7日にもほぼ同規模の地震が発生した。
- 1881年 - 九条道家の発願で造立された東福寺大仏が失火のため焼失する[1]。
- 1890年 - 東京 - 横浜で日本初の電話交換業務を開始。
- 1893年 - ドヴォルザークの交響曲第9番『新世界より』が初演。
- 1909年 - 山手線で電車の運転を開始。
- 1920年 - 海原地震が発生。
- 1920年 - 道路取締令が制定。交通法規が全国統一される[2]。
- 1929年 - 東京駅の八重洲口が開業。
- 1932年 - 東京日本橋の白木屋百貨店で火災（白木屋大火）。
- 1936年 - 柴犬が天然記念物に指定。
- 1941年 - 戦艦大和竣工。
- 1944年 - 第二次世界大戦: バルジの戦いが始まる。
- 1945年 - A級戦犯容疑者としてGHQから出頭命令を受けていた近衛文麿元首相が服毒自殺。
- 1946年 - タイ王国が国連に加盟。
- 1946年 - フランスでレオン・ブルムの社会党内閣が成立。
- 1949年 - 毛沢東がソ連を初訪問。
- 1957年 - 東京23区のゴミの夢の島への埋め立てを開始。
- 1957年 - 国鉄モハ90形電車（後の101系）デビュー。
- 1960年 - ユナイテッド航空のDC-8とトランス・ワールド航空のL-1049スーパーコンステレーションがニューヨーク上空で衝突して墜落、墜落地の住民を含めて134人が死亡（1960年ニューヨーク空中衝突事故）。
- 1965年 - 名阪国道が暫定二車線で開通。
- 1966年 - 国際連合総会が国際人権規約を採択する。
- 1968年 - 新潟総合テレビ（NST）開局。
- 1971年 - パキスタンの降伏文書が調印され第三次印パ戦争が終結。パキスタンがバングラデシュの独立（英語版）を承認。
- 1971年 - 札幌市営地下鉄の最初の開業区間、南北線の北24条駅 - 真駒内駅間が開業。日本初のゴムタイヤ式地下鉄。
- 1972年 - 横浜市営地下鉄の最初の開業区間、1号線（現 ブルーライン）の伊勢佐木長者町駅 - 上大岡駅間が開業。
- 1981年 - 大阪空港訴訟の最高裁大法廷判決。
- 1986年 - ソビエト連邦の崩壊: アルマアタ事件。
- 1987年 - 16年ぶりの韓国大統領直接選挙で盧泰愚が当選。
- 1988年 - 北海道の十勝岳が噴火。
- 1989年 - ルーマニアのティミショアラでラースロー司教国外退去への抗議デモに対して治安部隊が発砲、ルーマニア革命の発火点となる。
- 1989年 - 中国民航機ハイジャック事件。
- 1997年 - テレビアニメ『ポケットモンスター』を見ていた人々が痙攣などの症状を起こす（ポケモンショック）。
- 1998年 - イラク武装解除問題: 米英軍が、国際連合の大量破壊兵器査察に非協力的としてイラクを空爆。
- 2011年 - 野田佳彦内閣総理大臣は、東京電力福島第一原子力発電所の原子炉が冷温停止状態（ステップ2）を達成し、いわゆる原発事故の「収束宣言」を行なった。
- 2012年 - 第46回衆議院議員総選挙の投開票が行われ、自由民主党が294議席を獲得し3年3ヶ月振りの政権復帰を決める。また敗れた民主党の野田佳彦内閣総理大臣は、敗北の責任を取り内閣総理大臣と民主党代表の辞任を表明した。
- 2012年 - 東京都知事選挙の投開票が行われ前東京都副知事の猪瀬直樹が当選した。
- 2015年 - 日本の最高裁判所大法廷において、夫婦別姓訴訟で選択的夫婦別姓を認めない民法の規定は合憲、再婚禁止期間訴訟で100日を超える女性の結婚禁止期間は違憲、とする判断がそれぞれなされた[3]。
- 2018年 - 北海道札幌市豊平区でガス爆発事故が発生し、52人が負傷した（札幌不動産仲介店舗ガス爆発事故）[4]。
- 2024年 - アメリカのウィスコンシン州の州都マディソン郡にあるキリスト教系で銃撃事件発生。容疑者とみられる17歳の女子生徒は警察が駆けつけた頃には亡くなっていた。

## 誕生日
- 1682年 - アニー・ローリー、スコットランド民謡「アニーローリー」で歌われた絶世の美人（+ 没年不詳）
- 1742年 - ゲプハルト・レベレヒト・フォン・ブリュッヘル、軍人、元帥（+ 1819年）
- 1770年 - ルートヴィヒ・ヴァン・ベートーヴェン、作曲家（+ 1827年）
- 1775年 - ジェーン・オースティン、小説家（+ 1817年）
- 1785年（天明5年11月15日） - 加藤泰済、第10代大洲藩主（+ 1826年）
- 1818年 - ジョン・ローレンス・スミス、化学者、鉱物学者（+ 1883年）
- 1832年（天保3年11月25日） - 水野忠精、初代山形藩主（+ 1884年）
- 1866年 - ワシリー・カンディンスキー、画家、美術理論家（+ 1944年）
- 1877年 - 野村吉三郎、海軍軍人、外交官（+ 1964年）
- 1882年 - ウォルサー・マイスナー、物理学者（+ 1974年）
- 1882年 - グスタフ・ストレームベリ、天文学者（+ 1962年）
- 1882年 - コダーイ・ゾルターン、作曲家、民族音楽学者（+ 1967年）
- 1884年 - 北村西望、彫刻家（+ 1987年）
- 1888年 - 鈴木貞一、陸軍軍人（+ 1989年）
- 1888年 - 藪田貞治郎、農芸化学者（+ 1977年）
- 1894年 - 久松潜一、国文学者（+ 1976年）
- 1898年 - 佐藤知雄、金属工学者、東北大学名誉教授、元名古屋工業大学学長（+ 1992年）
- 1899年 - ノエル・カワード、脚本家、俳優（+ 1973年）
- 1900年 - 高浜年尾、俳人（+ 1979年）
- 1901年 - マーガレット・ミード、文化人類学者（+ 1978年）
- 1904年 - 横沢三郎、元プロ野球選手、プロ野球審判員（+ 1995年）
- 1908年 - レメディオス・バロ、画家（+ 1963年）
- 1912年 - チャールズ・マーキス・ウォーレン、映画監督、脚本家、小説家、映画プロデューサー（+ 1990年）
- 1913年 - 宮田隆、作詞家（+ 1982年）
- 1914年 - 松本操、プロ野球選手（+ 没年不詳）
- 1915年 - ゲオルギー・スヴィリードフ、作曲家（+ 1998年）
- 1917年 - アーサー・C・クラーク、SF作家（+ 2008年）
- 1920年 - 三宅幸夫、官僚、元特許庁長官（+ 1988年）
- 1923年 - 戸川猪佐武、政治評論家、作家（+ 1983年）
- 1927年 - 平田昭彦、俳優（+ 1984年）
- 1928年 - フィリップ・K・ディック、SF作家（+ 1982年）
- 1932年 - ロディオン・シチェドリン、作曲家
- 1932年 - 山本直純、作曲家、指揮者（+ 2002年）
- 1932年 - グレース・アレレ＝ウィリアムズ[5][6][7]、数学教師（+ 2022年）
- 1935年 - 中野豊士、元三菱信託銀行社長
- 1937年 - 玉澤徳一郎、政治家
- 1937年 - 鎌田光夫、元サッカー選手、元指導者
- 1937年 - 外口玉子、政治家（+ 2022年）
- 1937年 - エド・ルシェ、画家、現代美術家
- 1938年 - 望月三起也、漫画家（+ 2016年）
- 1938年 - 塚田正昭、声優（+ 2014年）
- 1940年 - 高山俊吉、弁護士
- 1941年 - 麻生直子、詩人
- 1943年 - キャサリン・ヘイルズ、文学者、評論家
- 1943年 - 五百旗頭真、政治学者（+ 2024年）
- 1944年 - チャンドラダート・シン、外交官
- 1945年 - 倉口佳三、声優、俳優
- 1945年 - 小川和久、軍事アナリスト
- 1945年 - 服部幸應、料理研究家（+ 2024年）
- 1946年 - 石倉三郎、俳優
- 1946年 - 玉川善治、実業家（+ 2010年）
- 1946年 - トレヴァー・ピノック、指揮者
- 1946年 - デビー・ウィルクス、フィギュアスケート選手
- 1946年 - ベニー・アンダーソン、ミュージシャン（ABBA）
- 1947年 - ベン・クロス、俳優（+ 2020年）
- 1948年 - 真実一路、俳優
- 1949年 - 森田健作、政治家、第18-20代千葉県知事、俳優
- 1950年 - 前田亨、元プロ野球選手
- 1950年 - 川野雄一、元プロ野球選手
- 1950年 - ホーン・ユキ、歌手、女優
- 1951年 - 山下真司、俳優
- 1951年 - 田中清隆、元調教師、元騎手
- 1951年 - ロベン・フォード、ギタリスト
- 1952年 - 蔵間竜也、元大相撲力士、タレント（+ 1995年）
- 1952年 - 上方よしお、漫才師（のりお・よしお）
- 1952年 - ぼんちおさむ、漫才師（ザ・ぼんち）
- 1953年 - 安西マリア、歌手、女優（+ 2014年）
- 1955年 - 松山千春、歌手
- 1955年 - 伊藤幸雄、元俳優
- 1956年 - ガダルカナル・タカ、お笑いタレント（たけし軍団）
- 1959年 - 高木陽介、政治家
- 1959年 - 三遊亭栄楽、落語家
- 1959年 - 波津彬子、漫画家
- 1960年 - 織作峰子、写真家
- 1960年 - 桂木文、女優
- 1961年 - 中山七里、小説家
- 1961年 - 飯田高広、マニピュレーター、キーボーディスト、作曲家、編曲家
- 1962年 - 堀川仁、声優
- 1963年 - 上田美恵、元女優
- 1963年 - 宮崎祥司、元オートバイ・ロードレース選手
- 1964年 - ハイケ・ドレクスラー、陸上競技選手
- 1964年 - 中村利江、経営者
- 1965年 - 犬山イヌコ、女優、声優
- 1966年 - 中山昌亮、漫画家
- 1966年 - MEN'Sテイオー、プロレスラー
- 1966年 - アベフトシ、ミュージシャン・ギタリスト（thee michelle gun elephant、KOOLOGI）（+ 2009年）
- 1967年 - 三遊亭遊史郎、落語家
- 1967年 - ドノバン・ベイリー、陸上競技選手
- 1967年 - 穂積由香里、女優、タレント（+ 2003年）
- 1968年 - 実井謙二郎、元陸上競技選手
- 1969年 - マリオス・イリオポウロス、ミュージシャン（ナイトレイジ、元エグズメーション）
- 1970年 - 叶恭弘、漫画家
- 1970年 - HAKUEI、ミュージシャン（PENICILLIN）
- 1970年 - 阿南敦子、女優
- 1970年 - エディー・エタエタ、元サッカー選手、指導者
- 1971年 - 細川茂樹、俳優
- 1971年 - 海老原英人、声優
- 1971年 - ポール・ヴァン・ダイク、DJ
- 1972年 - 木原健太郎、ピアニスト、作曲家、編曲家
- 1972年 - ジェリコ・カラッツ、元サッカー選手
- 1973年 - クリスティ・ボーグルト、テニス選手
- 1974年 - 斎藤環、ミュージシャン（S-sence）
- 1974年 - 斎藤希、ミュージシャン（S-sence）
- 1974年 - 深澤里奈、アナウンサー
- 1974年 - シャカ大熊、俳優、お笑いタレント（元シャカ）
- 1975年 - 島ひとみ、フリーアナウンサー
- 1975年 - フレデリク・ジョシネ、柔道家
- 1975年 - ナヲ、ミュージシャン（マキシマムザホルモン）
- 1976年 - 辺見えみり、タレント
- 1976年 - 井上紘一、元プロ野球選手
- 1976年 - 佐藤修、元プロボクサー
- 1976年 - マット・キニー 、プロ野球選手
- 1976年 - ロマン・セロフ、フィギュアスケート選手
- 1977年 - 飛鳥とも美、演歌歌手
- 1977年 - 泉卓真、実業家、いずみホールディングス社長
- 1977年 - シルヴァン・ディスタン、サッカー選手
- 1978年 - 松田悟志、俳優、歌手
- 1978年 - 森崎まみ、タレント、元レースクイーン
- 1978年 - 小林忠文、元サッカー選手
- 1979年 - 吉田健一、津軽三味線奏者（吉田兄弟）
- 1979年 - トレバー・イメルマン、ゴルファー
- 1979年 - ジョン・フーバー、プロレスラー （+ 2020年）
- 1980年 - 長谷川穂積、ボクシング指導者、元プロボクサー、世界3階級制覇王者
- 1980年 - 天手千聖、タレント、元レースクイーン
- 1980年 - 江凸崎馬門、お笑いタレント（元ゆったり感）
- 1980年 - RYOEI、シンガーソングライター
- 1980年 - 竹松舞、ハープ奏者、医師
- 1980年 - 小西杏、卓球選手
- 1980年 - 中地舞、元サッカー選手
- 1981年 - さとうともみ、タレント
- 1981年 - 朝香美穂、AV女優
- 1981年 - アンナ・セドコーヴァ、歌手
- 1981年 - ナタナエル・マテオ、元プロ野球選手
- 1982年 - クリス・ブリットン、元プロ野球選手
- 1982年 - スタニスラフ・シェスターク、元サッカー選手
- 1982年 - アントレル・ロール、アメリカンフットボール選手
- 1982年 - 北島武、元バレーボール選手
- 1983年 - 菊地美香、女優、声優
- 1983年 - 水垣偉弥、総合格闘家、元CAGE FORCEバンタム級王者
- 1983年 - ケレンナ・アズバイク、バスケットボール選手
- 1983年 - トム・ウィルヘルムセン、元プロ野球選手
- 1983年 - パトリック・マッコート、元サッカー選手
- 1984年 - 川浦正大、シンガーソングライター、俳優
- 1984年 - 椎名友希、シンガーソングライター、ラジオパーソナリティ
- 1984年 - ユリア・シャピロ、フィギュアスケート選手
- 1984年 - マリオ・サンティアゴ、元プロ野球選手
- 1985年 - 橘慶太、歌手（w-inds.）
- 1985年 - 福田麻衣、タレント、モデル
- 1985年 - 向井慧、お笑いタレント（パンサー）
- 1985年 - 本間智恵、テレビ朝日アナウンサー
- 1985年 - 菊地光将、サッカー選手
- 1986年 - 田中玲美、GyaO専属局アナウンサー
- 1986年 - Awich　ラッパー
- 1986年 - DECO*27、ミュージシャン
- 1986年 - 鳰の湖真二、大相撲力士
- 1986年 - 柄本佑、俳優
- 1986年 - アルシデス・エスコバー、プロ野球選手
- 1987年 - 金元寿子、声優
- 1987年 - 清水将成、実業家、BlueOcean社長
- 1987年 - 白石小百合、実業家、アナウンサー
- 1987年 - ハリー・ハーシュ、女優
- 1987年 - ヘクター・サンティアゴ、プロ野球選手
- 1988年 - 駒谷仁美、アイドル、タレント（元AKB48、元SDN48）
- 1988年 - たぬまゆみ、タレント、声優、俳優
- 1988年 - 森林永理奈、タレント
- 1988年 - 濱田達也、騎手
- 1988年 - 喜多丘千陽、元声優
- 1988年 - アナ・ポップルウェル、女優
- 1988年 - マッツ・フメルス、サッカー選手
- 1989年 - 大塚琴美、声優
- 1989年 - 桐谷美玲、モデル、女優
- 1989年 - 三戸キャップ、お笑い芸人（元シンレンサイ）
- 1989年 - 村松大輔、サッカー選手
- 1989年 - 鈴木近成、元自転車競技選手
- 1989年 - fumika、歌手
- 1989年 - タイラー・チャットウッド、プロ野球選手
- 1990年 - フォンチー、タレント、アイドル（元アイドリング!!!8号）
- 1990年 - ウメダルイス、マジシャン
- 1990年 - フランチェスカ・リオ、フィギュアスケート選手
- 1990年 - 坂口智康、騎手
- 1991年 - 矢野聖人、俳優
- 1991年 - 長澤和輝、サッカー選手
- 1992年 - 島田晴香、実業家、元アイドル（元AKB48）
- 1992年 - 七海とろろ、女優、歌手
- 1992年 - 三浦萌、ファッションモデル
- 1992年 - 三森大輔、お笑いタレント（スタンダップコーギー）
- 1992年 - 竹﨑由佳、アナウンサー
- 1992年 - 福森晃斗、サッカー選手
- 1992年 - 堀川未来夢、プロゴルファー
- 1993年 - 安西慎太郎、俳優
- 1993年 - 中村麻里子、アナウンサー、元アイドル（元AKB48）
- 1993年 - 坂田梨香子、モデル、女優
- 1993年 - 小島藤子、女優
- 1993年 - ローラ・クレトン、女優
- 1993年 - 柴田竜拓、プロ野球選手
- 1993年 - ピート・フェアバンクス、プロ野球選手
- 1994年 - 相川結、女優
- 1994年 - おいなり達也、お笑い芸人、タレント
- 1994年 - 照井七瀬、テレビ神奈川アナウンサー
- 1994年 - 松村拓海、ラグビー選手
- 1994年 - ホセ・ロドリゲス・マルティネス、サッカー選手
- 1996年 - 真山りか、アイドル（私立恵比寿中学）
- 1996年 - 河野朱里、サッカー選手
- 1997年 - ザラ・ラーソン、歌手
- 1998年 - 小林亮太、俳優、タレント
- 1998年 - 矢野雅哉、プロ野球選手
- 1999年 - 兎凪さやか、アイドル、YouTuber
- 1999年 - マシロ、アイドル（Kep1er）
- 2000年 - 伊藤桃々、モデル
- 2001年 - 菖蒲敦司、陸上選手
- 2005年 - 竹内愛未、サッカー選手
- 2006年 - 山本すず、アイドル（ME:I）
- 2009年 - 白水ひより、女優
- 2013年 - 鈴木かつき、子役
- 生年不詳 - SHIHO、歌手（I've）
- 生年不詳 - 武梨えり、漫画家
- 生年不詳 - 内村史子、声優
- 生年不詳 - 梅田未央[8]、声優
- 生年不詳 - 櫻井みゆき、声優
- 生年不詳 - 関根明良、声優
- 生年不詳 - 反町有里、声優
- 生年不詳 - 中村圭佑[9]、声優
- 生年不詳 - 海老原美代子、気象予報士、防災士

## 忌日
- 714年 - ピピン2世、フランク王国宮宰（* 635年もしくは640年）
- 1598年 - 李舜臣、李氏朝鮮の将軍（* 1545年）
- 1687年 - ウィリアム・ペティ、経済学者（* 1623年）
- 1774年 - フランソワ・ケネー、経済学者（* 1694年）
- 1783年 - ヨハン・アドルフ・ハッセ、作曲家（* 1699年）
- 1859年 - ヴィルヘルム・グリム、グリム兄弟の弟、童話編集者、言語学者（* 1786年）
- 1902年 - カール・ヴィルヘルム・フォン・クッパー、解剖学者（* 1829年）
- 1903年 - 落合直文、歌人、国文学者（* 1861年）
- 1907年 - 浅井忠、画家（* 1856年）
- 1911年 - トーマス・ブレーク・グラバー、貿易商（* 1838年）
- 1921年 - カミーユ・サン＝サーンス、作曲家、オルガニスト（* 1835年）
- 1922年 - エリエゼル・ベン・イェフダー、現代ヘブライ語創案者（* 1858年）
- 1926年 - ウィリアム・ラーンド、テニス選手（* 1872年）
- 1933年 - ロバート・W・チェンバース、小説家（* 1865年）
- 1940年 - ユージン・デュポア、人類学者（* 1858年）
- 1940年 - ビリー・ハミルトン、プロ野球選手（* 1866年）
- 1942年 - ゼルマ・メーアバウム＝アイジンガー、詩人（* 1924年）
- 1945年 - 近衞文麿、政治家、第34・38・39代内閣総理大臣（* 1891年）
- 1945年 - ジョヴァンニ・アニェッリ (シニア)、フィアット創業者（* 1866年）
- 1952年 - 緑嶌友之助、大相撲力士（* 1878年）
- 1962年 - 柏尾誠一郎、テニス選手（* 1892年）
- 1964年 - 川村多実二、生物学者（* 1883年）
- 1965年 - サマセット・モーム、作家（* 1874年）
- 1968年 - 双葉山定次、大相撲第35代横綱（* 1912年）
- 1968年 - 佐藤義美、童話作家、作詞家（* 1905年）
- 1974年 - 西博、実業家、馬主（* 1913年）
- 1975年 - 康生、中国共産党副主席（* 1898年）
- 1979年 - 重松通雄、元プロ野球選手（* 1916年）
- 1980年 - カーネル・サンダース、ケンタッキーフライドチキン創業者（* 1890年）
- 1985年 - トミー・ビロッティ、マフィア（* 1940年）
- 1985年 - ポール・カステラーノ、マフィア（* 1915年）
- 1987年 - 木塚忠助、プロ野球選手（* 1924年）
- 1988年 - 小磯良平、画家（* 1903年）
- 1989年 - シルヴァーナ・マンガーノ、女優（* 1930年）
- 1989年 - リー・ヴァン・クリーフ、俳優（* 1925年）
- 1993年 - 田中角栄、政治家、第64・65代内閣総理大臣（* 1918年）
- 2001年 - スチュアート・アダムソン、ミュージシャン（* 1958年）
- 2002年 - 西大立目永、野球選手（* 1936年）
- 2005年 - ジョン・スペンサー、俳優（* 1946年）
- 2006年 - プニーナ・ザルツマン、ピアニスト（* 1922年）
- 2007年 - ダン・フォーゲルバーグ、シンガーソングライター（* 1951年）
- 2011年 - 山本集、高校野球指導者（* 1940年）
- 2013年 - 小口絵理子、アナウンサー（* 1974年）
- 2015年 - 安藤昇、俳優（* 1926年）
- 2016年 - 島木譲二[10]、プロボクサー、お笑い芸人、俳優（* 1944年）
- 2017年 - 早坂暁[11]、小説家、脚本家（* 1929年）
- 2020年 - 金子務[12]、科学史家（* 1933年）
- 2020年 - 白木みのる、俳優、実業家（* 1934年）
- 2020年 - 出口典雄[13][14]、演出家（* 1940年）
- 2023年 - 平岡英信[15][16]、教育者（* 1929年）
- 2024年 - 谷口吉生、建築家（* 1937年）

## 記念日・年中行事
- 和解の日（英語版） (Day of Reconciliation)（ 南アフリカ共和国）
1994年にアパルトヘイトが廃止されたことを記念して制定。1993年までは、1838年のこの日にブラッドリバーの戦い（英語版）で白人（ブール人）がズールー王国に勝利したことを記念した誓いの日（英語版）であったが、アパルトヘイト廃止に伴い、その日を「白人と有色人種の和解の日」とした。しかし、今でも、北ケープ州にあるアフリカーナーの集落「オラニア」では、現在でも、旧名である「誓いの日」を使用している。
- 独立記念日（ カザフスタン）
1991年のこの日、カザフスタンがソビエト連邦から独立した。
- ナショナルデー（ バーレーン）
1971年のこの日、バーレーンがイギリスの保護国から独立した。
- 戦勝記念日（ バングラデシュ・ インド）
1971年のこの日、第三次印パ戦争でパキスタン軍が降伏し戦争が終結、パキスタンがバングラデシュの独立を承認したことを記念。
- 電話創業の日（ 日本）
1890年（明治23年）12月16日に、東京市内と横浜市内の間で日本初の電話が開通したことに由来。
- 紙の記念日（ 日本）
1875年のこの日、東京・王子の抄紙会社（後の王子製紙）の工場で営業運転が開始されたことに由来。